# Piotr Pękala
Piotr Pękala (* 4. August 1998 in Kurów) ist ein polnischer Radrennfahrer.

## Sportlicher Werdegang
Nach dem Wechsel in die U23 fuhr Pękala zunächst für den polnischen Verein Pogoń Mostostal Puławy. 2019 wurde er Mitglied im CCC Development Team, mit dem er mehrfach Top-10-Platzierungen bei internationalen Rennen erzielte, den Sprung in ein Profiteam jedoch nicht schaffte. Nach der Auflösung des Teams nach der Saison 2020 kehrte er für ein Jahr zu seinem ehemaligen Verein zurück.
Zur Saison 2022 wurde Pękala Mitglied im neu gegründeten deutsch-polnischen UCI Continental Team Santic-Wibatech. Der zweite Platz beim Memoriał Jana Magiery 2023 war bis 2024 das  beste Ergebnis bei einem internationalen Rennen. Den ersten Sieg seiner Karriere erzielte er 2024 bei Belgrad-Banja Luka, bei der er als Solist die Bergankunft auf der dritten Etappe gewann. Damit übernahm er auch die Führung in der Gesamtwertung, die er auf der letzten Etappe erfolgreich verteidigte. Sein Sieg war gleichzeitig der erste Rundfahrt-Sieg für sein Team Santic-Wibatech. Mit einem weiteren Etappenerfolg bei der Tour Battle of Warsaw gingen drei der vier Saisonsiege seines Teams auf sein Konto.
Zur Saison 2025 wechselte Pękala zum tschechischen Continental Team ATT Investments, das sich zuvor bereits mit vier weiteren polnischen Fahrern verstärkt hatte.

## Erfolge
2024
- Gesamtwertung, eine Etappe und Bergwertung Belgrad-Banja Luka
- eine Etappe Tour Battle of Warsaw